# プラストキノン
プラストキノン（plastoquinone、略称: PQ）は、光合成の光化学反応における電子伝達鎖に関わるイソプレノイドキノンである。PQ-AまたはPQ-9として知られている最も一般的な形態のプラストキノンは、9つのイソプレニルユニットの側鎖を持つ2,3-ジメチル-1,4-ベンゾキノン分子である。PQ-3のように短い側鎖を持つもの（9個ではなく3個のイソプレニルユニットの側鎖を持つ）や側鎖の異なるPQ-B、PQ-C、PQ-Dなどもある。ベンゾキノンとイソプレニルユニットはどちらも非極性であり、脂質二重層の内側部位に分子をアンカリングする。脂質二重層の内側部位には通常疎水性側鎖が位置する。
プラストキノンは、ユビキノン（コエンザイムQ10）と構造的に非常に似ており、イソプレニル側鎖の長さ、メトキシ基とメチル基への置換、およびキノンの2位のメチル基の有無が異なる。ユビキノンと同様に、いくつかの酸化状態をとることができ、プラストキノン、プラストセミキノン（不安定）、プラストキノール（2つのカルボニル基ではなく2つのヒドロキシ基を持つ点でプラストキノンと異なる）となる。
活性酸素種の一部は光合成反応から生成され、細胞膜に害を及ぼす可能性があるが、還元型であるプラストキノールは活性酸素種を還元することで抗酸化剤としても機能する。その一例は、超酸化物と反応して過酸化水素とプラストセミキノンを形成することである。

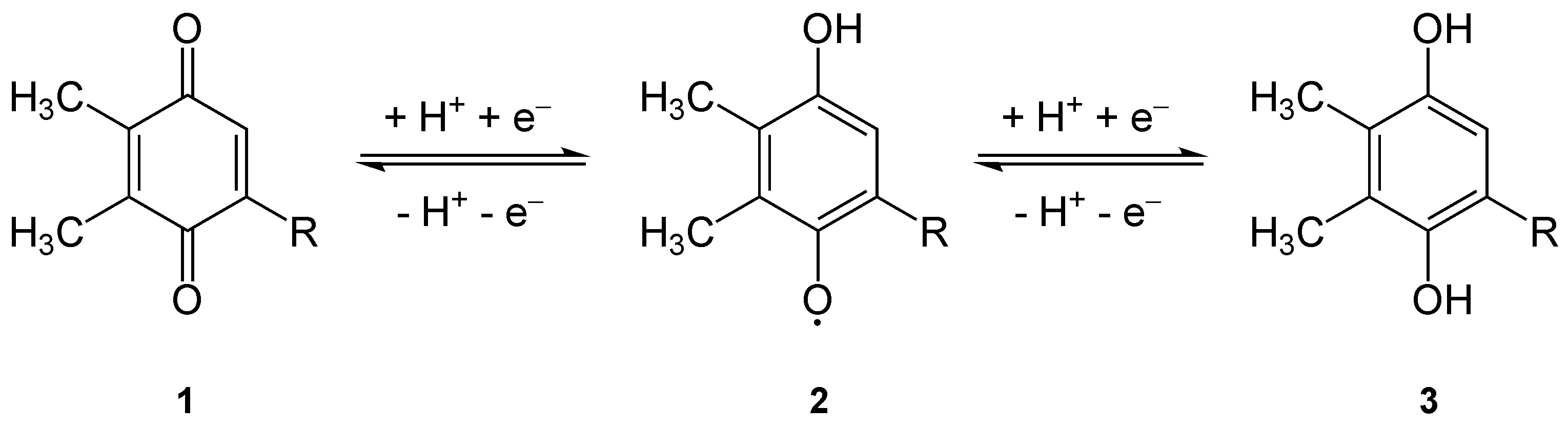
プラストキノン (PQ) からプラストセミキノン (PQH^{.}) とプラストセミキノンからプラストキノール (PQH_{2}) への還元（左から右）

接頭辞plasto-は色素体または葉緑体のいずれかを意味し、プラストキノンの細胞内における位置を表している。

## 光合成における役割

光化学系IIの構造を上に示す。電子の流れが赤い矢印で詳細に示されている。プラストキノン結合部位Q_{A}およびQ_{B}はこの電子の流れに含まれ、プラストキノールはQ_{B}を離れて光化学反応の次の段階に関わる。

プラストキノンは光合成、より具体的には光合成の光化学反応において、チラコイドの膜を通過する可動性電子伝達体としての役割を果たす。
プラストキノンは、光化学系IIからの2つの電子と葉緑体のストロマから2つのプロトン（H+） を受け取ると還元され、プラストキノール（PQH2）を形成する。プラストキノンは電子伝達鎖をさらに下り、シトクロムb6f複合体を介して可動性の水溶性電子伝達体であるプラストシアニンに電子を移動する。シトクロムb6fタンパク質複合体は、プラストキノンとプラストシアニンの間の電子伝達を触媒し、さらに2つのプロトンをチラコイドのルーメンに移動する。このプロトン移動は電気化学的勾配を形成し、光化学反応の最後でATP合成酵素がADPとPiからATPを形成するために利用される。

### 光化学系IIの内部
プラストキノンは、光化学系II内でQAとQBとして知られる2つの特定の結合部位に存在する。一次結合部位であるQAのプラストキノンは非常に強固に結合しているが、二次結合部位であるQBのプラストキノンは非常に容易に取り除かれる。QAには1つの電子しか伝達されないため、QBがストロマから2個のプロトンを受け取って他のプラストキノン分子に置換されるには、QBへ2度電子を伝達しなければならない。プロトン化されたQBはチラコイド膜の遊離プラストキノン分子のプールに加わる。遊離プラストキノン分子は最終的に水溶性のプラストシアニンに電子を伝達し、光化学反応を継続させる。光化学系IIにはさらなるプラストキノン結合部位（QCとおそらくQD）があるが、それらの機能や存在は完全には解明されていない。

## 生合成
p-ヒドロキシフェニルピルビン酸はチロシンから合成され、ソラネシル二リン酸塩はMEP/DOXP経路を介して合成される。ホモゲンチジン酸はp-ヒドロキシフェニルピルビン酸から形成され、次に縮合反応によりソラネシル二リン酸塩と結合する。これにより得られる中間体2-メチル-6-ソラネシル-1,4-ベンゾキノールをメチル化して最終生成物であるプラストキノール-9が形成される。この経路は藻類や植物など、ほとんどの光合成生物で利用されている。しかし、シアノバクテリアはプラストキノールを合成するのにホモゲンチジン酸を使用していないようであり、おそらく以下に示す経路とは異なる経路である可能性がある。

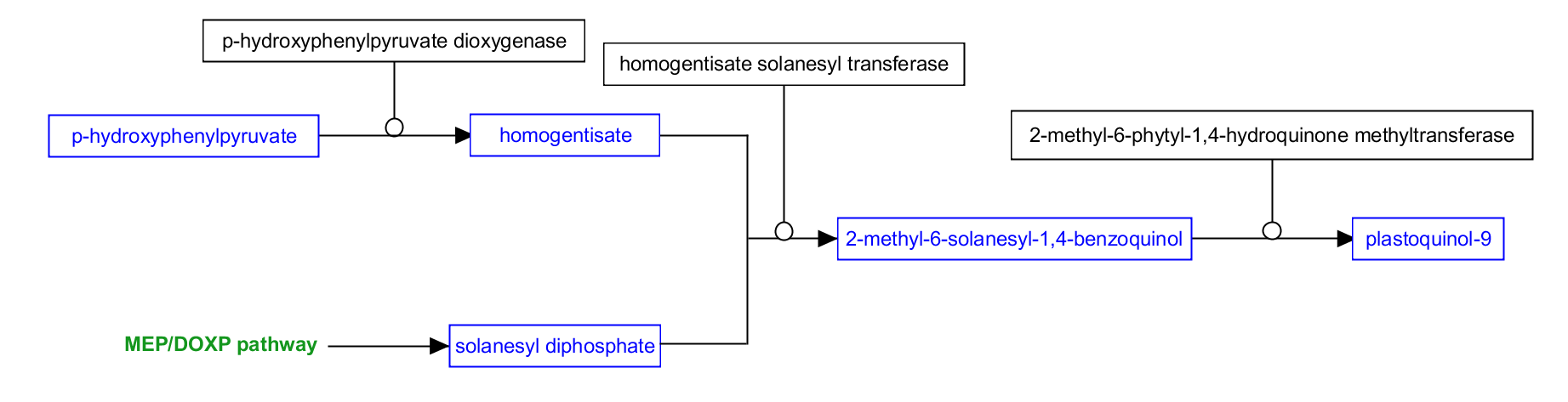
PQ-9の生合成経路。中間体を青、酵素を黒、追加の経路を緑で示している。

## 誘導体
ミトコンドリアの細胞膜を貫通するように設計されたいくつかの誘導体［SkQ1（プラストキノニル-デシル-トリフェニルホスホニウム）、SkQR1（ローダミンを含むSkQ1の類似物）、SkQ3］は、抗酸化活性とプロトノフォア活性を持っている。SkQ1は抗老化治療として提案されており、この抗酸化能力により加齢に伴う視力の問題が軽減される可能性がある。この抗酸化能力は、しばしばミトコンドリア内で形成される活性酸素種を還元する抗酸化能力（プラストキノノールを含むことに由来）と、膜を越えたイオン交換を増加させる能力（膜内で溶解することができる陽イオン結合分子であることに由来）の両方により生じる。具体的には、プラストキノールと同様に、SkQ1は生体内 (in vivo) と試験管内 (in vitro) の両方で超酸化物を除去することが示されている。SkQR1とSkQ1はアミロイドβにより引き起こされる損傷を修復する可能性を持っているため、アルツハイマー病などの脳疾患の治療法として提案されている。さらに、SkQR1はミトコンドリアからの活性酸素種の量を減らすことで細胞死シグナルを防ぎ、外傷性脳損傷による影響を低減させることが示されている。